# Delfin Cruises

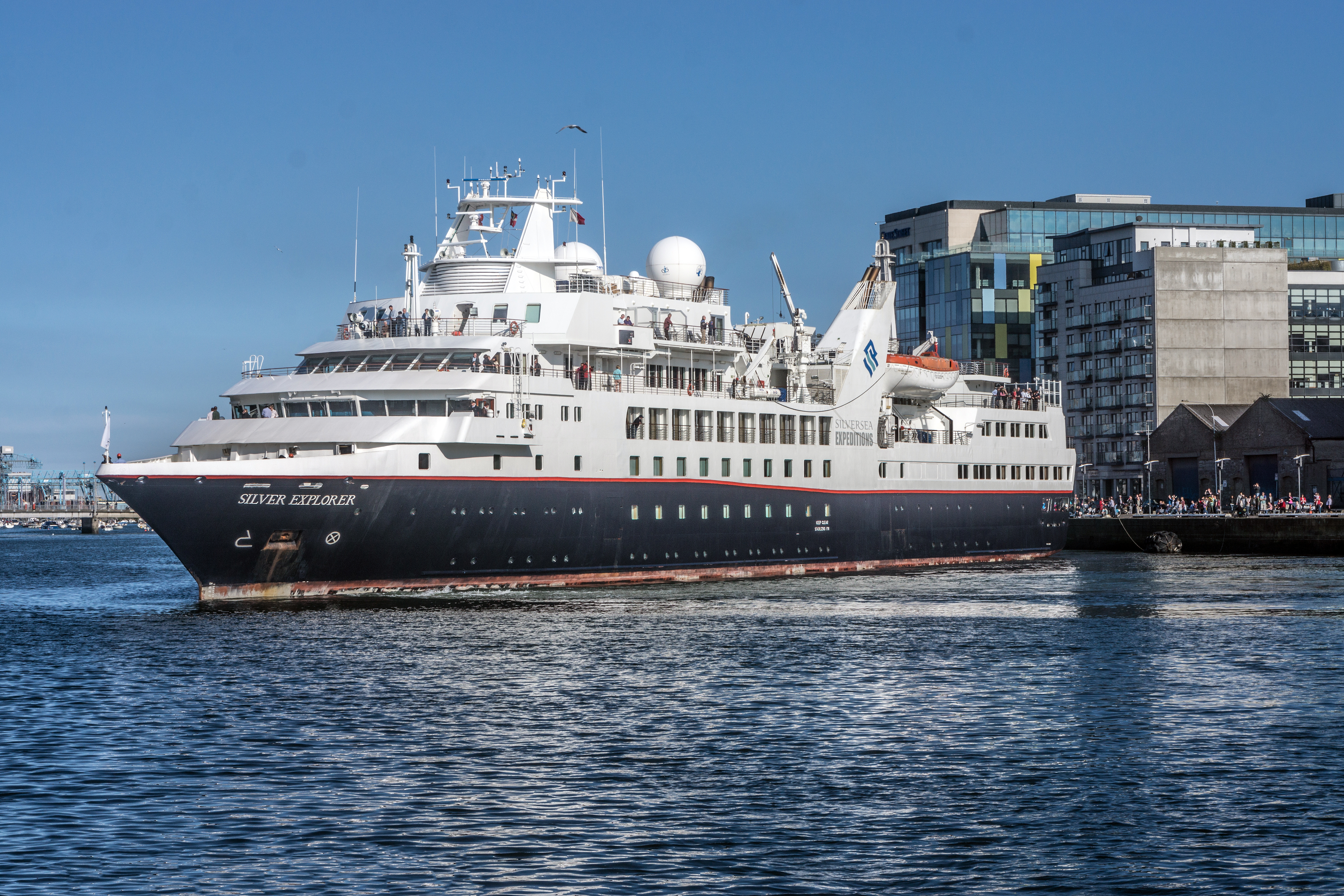
Delfin Clipper under namnet Silver Explorer år 2013.

Delfin Cruises var ett finländskt rederi med Nagu som hemort som under åren 1989–1990 ordnade kryssningar från Åbo bland annat till Visby och Stockholm. Bolaget ville erbjuda lyxigare och mer avslappnade resor än de för tiden typiska bilfärjorna.

## Historia
Det år 1988 grundade rederiet beställde en ny typ av kryssningsfartyg från Rauma–Repolas varv i Raumo. I planeringen togs rederiets affärsidé i beaktande. Fartyget MS Delfin Clipper blev färdigt redan ett år senare, i juni 1989. Efter detta beställde Delfin Cruises ett andra fartyg som var av motsvarande modell men aningen större. Delfin Clipper trafikerade onsdagar och söndagar till Visby på Gotland och fredagar till Stockholm. Vinterhalvårets kryssningar blev inte så populära som man hade hoppats och vintern 1990 hyrdes fartyget ut till Silja Line för att ersätta fartyget Sally Albatross som hade förstörts i en brand, och samma år övergick Delfin Clipper i Rauma-Repolas ägo. Sommaren 1992 utchartrades sedan sommaren 1992 ut till Baltic Link, innan den bara några månader senare utchartrades till Ocean Trade Chartering på Bahamas. Efter detta har fartyget blivit ombyggt vid Samsungs varv i Sydkorea och bytt namn flera gånger. År 2011 omdöptes fartyget som fortfarande var flaggad i Bahamas till Silver Explorer. 
Rederiet mottog sitt andra fartyg MS Delfin Caravelle i maj 1990. Hon trafikerade framgångsrikt under en sommars tid till Gotland, Bornholm, Tallinn och Ösel. Dessutom ordnades 24-timmarskryssningar samt konferensresor där företag eller sammanslutningar hyrde hela fartyget för sin egen användning. På grund av lågkonjunkturen i början av 1990-talet fick Delfin Cruises dock snabbt problem och inte heller en planerad försäljning av Delfin Caravelle till ett bolag i Singapore förverkligades. På grund av betalningssvårigheter återgick fartyget i Rauma-Repolas ägo och Delfin Cruises avslutade sin verksamhet. Bolagets terminalbyggnad som hade legat i Åbo hamn flyttades år 1992 till Björneborg, där den blev klubbhus vid golfbanan Kalafornia. Byggnaden är fortsättningsvis i samma användning.